# One World Trade Center
One World Trade Center, også kendt under det tidligere navn Freedom Tower (Frihedstårnet), er hovedtårnet i det nye World Trade Center-kompleks i New York, som har erstattet tvillingetårnene, der blev tilintetgjort ved terrorangrebet den 11. september 2001.
One World Trade Center blev officielt taget i brug den 3. november 2014, da den første lejer flyttede ind.

## Højde
Tårnet er med sine 541 meter (1776 fod) en af verdens højeste bygninger, kun overgået af Burj Khalifa, Shanghai Tower og CN Tower i Toronto.
1776 fod er valgt, fordi det symboliserer den amerikanske uafhængighed fra Storbritannien i 1776, kendt som Amerikanske uafhængighedskrig.

## Tidsplan
Byggeriet blev påbegyndt den 27. april 2006 og var sat til at være færdigt i 2013. Bygningen nåede sin endelige højde, da den sidste del af spiret blev monteret den 3. maj 2013. Indflytning af første lejer fandt sted mandag den 3. november 2014.